# Brian Roberts (Leichtathlet)
Brian Roberts (Brian Stanley Roberts; * 14. Oktober 1946) ist ein ehemaliger britischer Speerwerfer.
1974 wurde er für England startend bei den British Commonwealth Games in Christchurch Fünfter. Bei den Leichtathletik-Europameisterschaften in Rom gelang ihm in der Qualifikation kein gültiger Versuch.
Bei den Commonwealth Games 1978 in Edmonton wurde er Vierter.
Seine persönliche Bestleistung von 82,90 m stellte er am 21. Mai 1980 in London auf.